# Nièpánbù
Nièpánbù (涅槃部) (T.D. vol. 12, sezione  dal n. 374 al n. 396) è la sezione del Canone buddista cinese che  contiene il Mahāyāna Mahāparinirvāṇa-sūtra (Sutra mahayana del Grande passaggio al di là della sofferenza), o Nirvāṇa-sūtra, che in Cina fu al centro di polemiche dottrinali che costarono l'esilio al collaboratore di Kumārajīva, Dàoshēng (道生). Ne conserviamo diverse edizioni: 
- quella di Buddhabhadra e Fǎxiǎn (法顯) in 6 fascicoli  del 417 (T.D. 376.12.853-900) con il titolo Dà bān níhuán jīng (大般泥洹經, giapp. Daihannionkyō);
- quella di Dharmakṣema in 40 fascicoli del 421 (T.D. 374.12.365c-603c), che aggiunse alcuni capitoli riportati dal Khotan i quali indicavano che anche gli icchantika potevano aspirare all'illuminazione, e che viene indicata come la versione settentrionale (大般涅槃經, pinyin Dàbānnièpánjīng, giapp. Dainehankyō);
- quella di Huìguān (慧觀, IV-V secolo) e Jñānabhadra (慧嚴 Huìyán, 363-443), con il titolo di Nánběn nièpán jīng (南本涅槃經, giapp. T.D. 375), detta "versione meridionale";
- quella di  Huìníng (會寧) (T.D. T 375.12.605-852) in 36 fascicoli, realizzata tra il 664 e il 665 (大般涅槃經後分 pinyin: Dàbānnièpánjīnghòufēn, giapp. Daihannehankyōgofun).